# 大沼渉
大沼 渉（おおぬま わたる、1844年10月7日（天保15年8月26日） - 1899年10月14日）は、幕末の黒羽藩士。明治期の陸軍軍人。陸軍少将。男爵。

## 経歴
黒羽藩士（家老）の家に生まれる。戊辰戦争時には藩の軍監を勤め、各地を転戦した。1874年（明治7年）4月、陸軍少佐。西南戦争勃発後、遊撃歩兵第2大隊長、のちに第4旅団第3大隊長。1878年（明治11年）11月、歩兵第4連隊長となり、1882年（明治15年）2月に陸軍大佐、同年3月、仙台鎮台参謀長に就任した。
1885年（明治18年）5月、陸軍少将として歩兵第9旅団長に就任。1891年（明治24年）6月、近衛歩兵第1旅団長となるが、翌年12月に休職。1894年（明治27年）7月、留守第6師団長事務取扱として復帰したが、翌年12月に休職した。
1899年（明治32年）10月14日に死去したが、同日、戊辰戦争の軍功により男爵を授けられた。墓所は、栃木県大田原市黒羽町寺宿の光巌寺。

## 栄典
位階
- 1886年（明治19年）10月28日 - 従四位[3]

勲章等
- 1889年（明治22年）11月25日 - 大日本帝国憲法発布記念章[4]
- 1895年（明治28年）8月20日 - 勲二等瑞宝章[5]